# Litchfield Municipality
Litchfield Municipality är en kommun i Australien. Den ligger i territoriet Northern Territory, omkring 31 kilometer öster om territoriets huvudstad Darwin. Antalet invånare var 23 855 vid folkräkningen 2016.
Följande samhällen finns i Litchfield:
- McMinns Lagoon
- Virginia
- Acacia Hills
- Lambells Lagoon